# Polioxietilén(20)-szorbitán-laurát
A polioxietilén(20)-szorbitán-laurát (E432) (más néven Tween 20 vagy poliszorbát 20) egy szintetikus adalékanyag, melyet szorbitból, laurinsavból és  etilén-oxidból, szintetikus úton állítanak elő. Az élelmiszerekben E432 néven, jégkrémekben és üdítőitalokban, emulgeálószerként alkalmazzák.

## Egészségügyi hatások
Napi maximum beviteli mennyisége 25 mg/testsúlykg. Ez nem csak a polioxietilén(20)-szorbitán-laurátra vonatkozik, hanem együttesen az E430-E436 kódszámú vegyületekre.
Ismert mellékhatása nincs, bár a propilén-glikollal szembeni intoleranciában szenvedő egyének esetén az E430-E436 kódszámú vegyületek fogyasztása nem ajánlott.

## Származása
Általában növényi olajokból származik, de állati eredet nem zárható ki. Az állati zsír semmiféle vizsgálattal sem mutatható ki, a polioxietilén(20)-szorbitán-laurát származásáról csak a gyártója mondhatja meg, hogy van-e benne állati eredetű összetevő.